# Kyle Ensing
Kyle Ensing (Santa Clarita, 6 de março de 1997) é um jogador de voleibol norte-americano que atua na posição de oposto.

## Carreira

### Clube
Ensing atuou no voleibol universitário da Universidade Estadual da Califórnia, Long Beach, de 2015 a 2019. Em 2019, o norte-americano foi atuar profissionalmente no voleibol alemão após assinar contrato com o Berlin Recycling Volleys. Na sua temporada de estreia, conquistou o título da Copa da Alemanha de 2019–20 e da Supercopa Alemã de 2019.
Em 2020, o oposto foi atuar pelo Maccabi Yeadim Tel Aviv no campeonato israelense, conquistando na temporada 2020–21 o título nacional. Ao término da temporada, foi anunciado como o novo reforço do Saint-Nazaire Volley-Ball Atlantique para competir na primeira divisão do campeonato francês.

### Seleção
Pelas categorias de base, Ensing conquistou o título do Campeonato NORCECA Sub-21 de 2016 ao vencer a seleção cubana por 3 sets a 1. Representou a seleção norte-americana no Campeonato Mundial Sub-19 de 2015, terminando na sétima colocação. 
Em 2018, representando a seleção adulta dos Estados Unidos, conquistou a medalha de bronze na Liga das Nações ao derrotar a seleção brasileira.
Em 2021, disputou sua primeira Olimpíada. O oposto ficou na décima colocação nos Jogos Olímpicos de Tóquio. Em 2022, foi vice-campeão da Liga das Nações após derrota para a seleção francesa.

## Títulos
Berlin Recycling Volleys
- Copa da Alemanha: 2019–20
- Supercopa Alemã: 2019

Maccabi Yeadim Tel Aviv
- Campeonato Israelita: 2020–21
- Copa Israelita: 2020–21

Saint-Nazaire VBA
Campeonato Francês: 2023–24
Warta Zawiercie
- Supercopa Polonesa: 2024

Seleção dos Estados Unidos
- Campeonato NORCECA Sub-21: 2016

## Clubes
| Anos      | Clube                      |
| --------- | -------------------------- |
| 2019–2020 | Berlin Recycling Volleys   |
| 2020–2022 | Maccabi Yeadim Tel Aviv    |
| 2022–2024 | Saint-Nazaire VBA          |
| 2024–     | Aluron CMC Warta Zawiercie |